# Paschim Punropara
Paschim Punropara é uma vila no distrito de Murshidabad, no estado indiano de Bengala Ocidental.

## Demografia
Segundo o censo de 2001, Paschim Punropara tinha uma população de 31 198 habitantes. Os indivíduos do sexo masculino constituem 50% da população e os do sexo feminino 50%. Paschim Punropara tem uma taxa de literacia de 35%, inferior à média nacional de 59,5%: a literacia no sexo masculino é de 44% e no sexo feminino é de 25%. Em Paschim Punropara, 22% da população está abaixo dos 6 anos de idade.